# Union Park
L'Union Park est un parc municipal de la ville de Chicago, dans l'État de l'Illinois. D'une superficie de 54 500 m2, le parc est situé dans le secteur de Near West Side, à l'ouest du secteur financier du Loop. Union Park est ouvert toute l'année, tous les jours entre 6 h et 23 h.

## Présentation
Situé directement à l'ouest de Downtown Chicago, le parc est au sud des stations de métro Ashland et Lake sur les lignes verte et rose du métro de Chicago, longé par la North Ashland Avenue à l'ouest, la West Lake Street au nord du parc, la North Ogden Avenue traverse le parc, et le West Washington Boulevard qui se situe au sud du jardin. L'Union Park possède plusieurs grands terrains de pelouse utilisés pour des manifestations de football américain, ainsi que des aires de jeux, une piscine, un court de tennis, des terrains de baseball et de basket-ball.

## Histoire
Le nom du jardin a été choisi en 1853 en référence avec l'histoire de la ville en lien avec le mouvement des travaillistes, groupement politique important de la ville. Le voisinage proche au jardin regroupe les différents bureaux travaillistes de la ville, comme le "United Electrical Radio and Machine Workers of America", les "Teamsters", l'"LIUNA", le "Workers United Hall", et plus d'une douzaine d'autres regroupements travaillistes. 
Dans les années 1910, l'Union Park était un des seuls jardins ouverts à toutes les communautés, noire et blanche. En 2006, l'Union Park était le point de départ pour les manifestations concernant les réformes liées à l'immigration, comme le Grand Boycott américain le jour du International Workers Day, qui fut le plus grand rassemblement dans l'histoire de la ville de Chicago. Il s'agit également du lieu où se déroule le Pitchfork Music Festival, le North Coast Music Festival, et différents festivals de musiques et régulièrement des manifestations politiques.
En 2006, la ville de Chicago a commandé une statue de James Connolly, un irlandais républicain et marxiste qui a été exécuté en 1916.